# Бенткоула
Бенткоула (груз. ბენთქოულა) — село в Грузии, на территории Цхалтубского муниципалитета края (мхаре) Имеретия.

## География
Село находится в западной части Грузии, на правом берегу реки Риони, на расстоянии 18 километров к северо-востоку от города Цхалтубо, административного центра муниципалитета. Абсолютная высота — 485 метров над уровнем моря.

## Население
По результатам официальной переписи населения 2014 года, в Бенткоуле проживало 13 человек (5 мужчин и 8 женщин). В национальной структуре населения грузины составляли 100 %.
| Год  | Население, человек |
| ---- | ------------------ |
| 2002 | 33                 |
| 2014 | ↘ 13               |